# Споразум о Месецу
Договор о управљању активностима држава на Месецу и другим небеским телима, познатији по имену Споразум о Месецу или Месечев договор, је међународни споразум који предаје јурисдикцију свих небеских тела (као и орбите око тих небеских тела) међународној заједници. Стога, све активности морају бити у складу са међународним законом, као и са Повељом Организације уједињених нација.
У пракси је ово врло неуспешан споразум, с обзиром да није ратификован од стране и једне земље која се бави самосталним лансирањем свемирских летелица са људском посадом или планира тиме да се бави (нпр. Сједињене Америчке Државе, неке земље-чланице Европске свемирске агенције, Русија, Кина, Јапан, и Индија) откако је креиран 1979. године, те стога има занемарљив ефекат на стварне свемирске летове. Од 2018. године, ратификован је од стране осамнаест земаља.

## Ратификација
Споразум је финализован 1979. године, и стављен на снагу за ратификујуће странке 1984. године. Као надградња на Споразум о свемиру, Споразум о Месецу је имао за циљ да успостави режим за коришћење Месеца и других небеских тела сличан режиму успостављен за водене површине у Конвенцији Уједињених нација о праву мора. Л5 друштво и други су се успешно супротставили ратификацији овог споразума од страна сената Сједињених Америчких Држава.
До августа 2018. године, само 18 држава, међу којима су (Јерменија, Аустралија, Аустрија, Белгија, Чиле, Казахстан, Кувајт, Либан, Мексико, Мароко, Холандија, Пакистан, Перу, Филипини, Саудијска Арабија, Турска, Уругвај и Венецуела) су потписници овог споразума, од којих је седам ратификовало споразум, док су му друге државе само приступиле. Француска, Гватемала, Индија и Румунија су потписале овај споразум, али га нису ратификовале.